# پیترز کورنر (آریزونا)
پیترز کورنر (به انگلیسی: Peters Corner) یک منطقهٔ مسکونی در ایالات متحده آمریکا است که در آریزونا واقع شده است. پیترز کورنر ۴۲۱ متر بالاتر از سطح دریا واقع شده است.